# Лобач (скала)
Лобач — скала на Среднем Урале в Пермском крае, Россия. Расположена возле реки Сылвы. Скала представляет собой небольшую гору со скалистой вершиной. На склонах кое-где произрастает берёзовый лес. На вершине скалы находятся остатки осыпавшегося вала древнего городища (VIII—IX вв.), из-за чего скала была внесена в региональный список культурного наследия как особо охраняемая территория.